# Конягин, Сергей Владимирович
Сергей Владимирович Конягин (род. 25 апреля 1957, Саратов) — советский и российский математик, доктор физико-математических наук, профессор Московского университета, академик РАН (2016).

## Биография
В 1972 и 1973 годах участвовал в Международной математической олимпиаде, оба раза получив золотую медаль с максимальным возможным баллом.
Окончил механико-математический факультет МГУ в 1978 году. В 1982 году защитил кандидатскую диссертацию на тему «Аппроксимативные свойства множеств в линейных нормированных пространствах», в 1989 году — докторскую диссертацию на тему «Представление функций тригонометрическими рядами».
Профессор кафедры общих проблем управления механико-математического факультета МГУ.

## Основные научные результаты
- Решены известные проблемы Литлвуда об оценке снизу интегральных норм суммы гармоник и Лузина о представлении измеримых функций тригонометрическими рядами;
- Создан новый эффективный метод построения функций со всюду расходящимся рядом Фурье;
- Разработаны новые подходы к оценке тригонометрических сумм по подгруппам мультипликативных групп;
- Получены близкие к наилучшим возможным оценки числа решений показательных уравнений по простому модулю;
- Исследована задача Арнольда о статистике расстояний между соседними степенными вычетами.

## Награды
- Международная премия им. Салема[1] (1990)
- Премия имени И. М. Виноградова (2016) — за цикл работ «Аналитические и комбинаторные методы в теории чисел»
- Медаль ордена «За заслуги перед Отечеством» II степени (5 февраля 2024 года) — за большой вклад в развитие отечественной науки, многолетнюю плодотворную деятельность и в связи с 300-летием со дня основания Российской академии наук[2].

## Из библиографии
Книги
- Э. М. Галеев, М. И. Зеликин, С. В. Конягин, Н. П. Осмоловский, В. Ю. Протасов, В. М. Тихомиров, А. В. Фурсиков. Теория экстремальных задач. — М.: МЦНМО, 2008.

Учебные пособия
- Задачи студенческих математических олимпиад / В. А. Садовничий, А. Г. Григорьян, С. В. Конягин. — М. : Изд-во МГУ, 1987. — 308,[2] с. : ил.
- Зарубежные математические олимпиады / С. В. Конягин, Г. А. Тоноян, И. Ф. Шарыгин и др.; Под ред. И. Н. Сергеева. — М. : Наука, 1987. — 414,[1] с. : ил.; 20 см. — (Вып. 17).